# 基辛斯奧·森馬維爾
基辛斯奧·吉爾伯特·西爾韋里奧·西羅·森馬維爾（荷蘭語：Crysencio Jilbert Sylverio Cirro Summerville，2001年10月30日—）是一名荷蘭職業足球員，目前擔任英超球會韋斯咸的翼鋒。

## 球會生涯

### 飛燕諾
森馬維爾的父母為非裔蘇里南人，出生於鹿特丹，7歲加入RVVV Noorderkwartier青年隊，並於2008年加入飛燕諾青年軍 。2018年3月，他與飛燕諾簽署首份職業球員合同，合同有效期至2021年夏季。
2018年12月12日，他以借用型式加盟多德雷赫特，直至2018-19賽季結束。他於2019年1月13日代表多德雷赫特在與丹保殊的比賽中首次上陣，並於第70分鐘入替出場。2019年1月29日，他以球會的首發陣容中首次上陣，並在第六分鐘射入職業生涯首個入球。
2019年8月，森馬維爾以借用型式加盟荷甲球會ADO海牙。他於2019年8月31日首次代表該球會出場，在1-0戰勝VVV-芬洛的比賽中亮相。2019年10月26日，他在對維迪斯的比賽中為ADO海牙射入首個荷甲入球，幫助球隊以2–0獲勝，成為球會在荷甲中最年輕的入球者。在借用期間，他為球會射入兩球並有三次助攻，表現出色。
在2020–21賽季荷甲開始前，他結束借用回到飛燕諾，據《足球國際》報導，2020年8月17日，森馬維爾拒絕飛燕諾提供的新合同延長提議。

### 列斯聯
2020年9月16日，森馬維爾以未公開的轉會費加盟列斯聯，簽署為期三年的合約。
森馬維爾於2021年9月17日對陣紐卡素的比賽中首次亮相，在第67分鐘入替拉芬夏上陣 。2022年8月，森馬維爾與列斯聯簽署了一份至2026年的新合約。
在2022年10月23日，他在艾蘭路球場對富咸以3–2落敗的比賽中射入首個英超入球。10月29日，他在對利物浦的比賽中於第89分鐘射入制勝球，幫助列斯聯以2–1取勝，這是自2001年4月以來首次在晏菲路獲勝，同時終結利物浦在英超主場29場不敗的紀錄。2022年11月5日，他再次在主場對般尼茅夫的比賽中射入關鍵入球，幫助列斯聯以4–3逆轉勝。11月12日，森馬維爾在以3-4不敵熱刺的比賽中射入一球，將聯賽入球數提升至四球，並在四場比賽中連續入球，但在賽季剩餘時間內無法再入球，經常被替換出場，或在不是首發時作為下半場的入替班頓·艾朗臣上陣。此期間，列斯聯狀態不佳，最終降級。
2023年10月21日，森馬維爾在卡諾路的比賽中八分鐘內連入兩球，幫助球隊以3–2獲勝，這是自2021年5月以來列斯聯首次取得三連勝，並上升至英冠第三位。他在七天後再次表現出色，在主場以4–1擊敗哈德斯菲爾德的比賽中上半場射入兩球。森馬維爾在列斯聯的表現日益重要，2023年11月11日對普利茅夫的比賽中助攻，幫助球隊以2–1獲勝，並在接下來的五場比賽中都有進球貢獻。2024年，列斯聯展開了一波16場不敗的紀錄，森馬維爾參加每一場比賽，直到4月以2–1輸給高雲地利為止。之後，列斯聯狀態下滑，六場比賽僅取得一場勝利，在米杜士堡的比賽中，森馬維爾射入兩球並助攻，幫助球隊以3–4獲勝。最終，列斯聯在賽季結束時排名第三，森馬維爾被評選為英冠最佳球員，並入選2024年英冠頒獎典禮的冠軍聯賽最佳陣容。在英冠附加賽半決賽的第二回合中，他在5月16日對諾域治的比賽中打入第四球，幫助球隊以4–0獲勝。隨後，列斯聯進入附加賽決賽，但於5月25日在溫布萊以0-1不敵修咸頓，無法重返英超。森馬維爾在本賽季中以49場比賽打入21球和10次助攻，成為列斯聯的最佳射手。

### 韋斯咸
2024年8月3日，森馬維爾以超過2500萬英鎊的轉會費加盟英超球會韋斯咸，簽署一份五年的合約，並有選擇延長至第六年的選項。他於8月17日首次代表韋斯咸出場，在主場對阿士東維拉的比賽中於第73分鐘入替查洛·寶雲上場，最終以1-2落敗。他於10月27日為韋斯咸射入首個入球，幫助球隊以2-1戰勝曼聯。

## 外部連結
- Ons Oranje U21 Profile
- Crysencio Summerville at WorldFootball.net
- Crysencio Summerville at Soccerway
- Crysencio Summervilleat Soccerbase